# 8e Legerkorps (Verenigd Koninkrijk)
Het Britse 8e Legerkorps (VIII Corps) was een legerkorps dat vocht in zowel de Eerste Wereldoorlog als de Tweede Wereldoorlog. Tijdens de Tweede Wereldoorlog landde het legerkorps in 1944 in Normandië en was betrokken bij Operatie Epsom en Operatie Goodwood en speelde later ook een rol bij Operatie Market Garden. Het legerkorps beëindigde de oorlog door de Rijn over te steken en na de Oostzee op te rukken. 

## Eerste Wereldoorlog
Het legerkorps werd in juni 1915 tijdens de Slag om Gallipoli in de Eerste Wereldoorlog opgericht. De korpscommandant was luitenant-generaal Aylmer Hunter-Weston. Hij werd door ziekte tijdelijk vervangen door generaal Francis Davies.
Na de evacuatie bij Gallipoli werd in maart 1916 het 8e Legerkorps onder leiding van Hunter-Weston naar Frankrijk gezonden waarbij ze betrokken waren bij gevechten tijdens de Slag aan de Somme. Het 8e Legerkorps werd in juni 1918 ontbonden nadat Hunter-Weston naar het 18e Legerkorps werd overgeplaatst, maar het 18e Legerkorps werd in juli 1918 herdoopt in het 8e Legerkorps. 

## Tweede Wereldoorlog

### Home Defence
Het 8e Legerkorps maakte aan het begin van de Tweede Wereldoorlog deel uit van de Home Forces. Het bestond toen uit de:
- 3e Infanteriedivisie
- 48e (South Midland) Divisie

### Noordwest-Europa
Het 8e Legerkorps vocht van 1944 tot 1945 mee aan het Westfront en maakte deel uit van het Tweede Leger. Van 21 januari tot 27 november 1944 stond het onder bevel van luitenant-generaal Richard O'Connor. Aan begin van Operatie Overlord bestond het legerkorps uit:
- Guards Pantserdivisie (later overgeplaatst naar 30e Legerkorps)
- 11e Pantserdivisie (later overgeplaatst naar 30e Legerkorps)
- 15e (Schotse) Infanteriedivisie (later overgeplaats naar 12e Legerkorps )
- 6e Guards Tank Brigade
- 8e Army Group, Royal Artillery
  - 25e Field Regiment, RA
  - 15e Medium Regiment, RA (ontbonden in december 1944)
  - 61e (Caernarvon & Denbigh Yeomanry) Medium Regiment, RA
  - 63e Medium Regiment, RA
  - 77e (Duke of Lancaster's Own Yeomanry) Medium Regiment, RA
  - 53e (Bedfordshire Yeomanry) Heavy Regiment, RA
- Corps Troops:
  - 2e Household Cavalry Regiment
  - 91e (Argyll & Sutherland Highlanders) Anti-Tank Regiment, RA
  - 121e (Leicestershire Regiment) Light Anti-Aircraft Regiment, RA
  - 10e Survey Regiment, RA
  - VIII Corps Troops Royal Engineers
  - VIII Corps Signals

Het 8e Legerkorps speelde een belangrijke rol tijdens Operatie Epsom, Operatie Jupiter, Operatie Goodwood en Operatie Bluecoat voordat ze in grootte wordt teruggebracht en in reserve werd geplaatst. et 8e Legerkorps speelde tijdens Operatie Market Garden een ondersteunende rol en bevrijdde de Nederlandse plaatsen Deurne en Helmond en nam deel aan Operatie Constellation. Het legerkorps nam deel aan Operatie Plunder en staken later de rivier de Elbe over en bezette de stad Plön in Sleeswijk-Holstein. 

## Na de Tweede Wereldoorlog
Het 8e Legerkorps bleef na de Tweede Wereldoorlog in Sleeswijk-Holstein gestationeerd en werd uiteindelijk in 1946 ontbonden. Het 8e Legerkorps bestond op zijn laatst uit:
- 4e Pantserbrigade
- Joodse Infanteriebrigade
- 7e Pantserdivisie
  - 22e Pantserbrigade
  - 131e Infanteriebrigade (verbonden met Berlijn)
  - 13e Infanteriebrigade (verbonden aan de 5e Divisie)
- 15e (Schotse) Infanteriedivisie
  - 46e Infanteriebrigade

## Commandanten
- 1915-1918 luitenant-generaal Sir Aylmer Hunter-Weston
- 1915 luitenant-generaal Francis Davies (tijdelijk)
- 1941-1943 luitenant-generaal Arthur Grassett
- 21 januari-27 november 1944 luitenant-generaal Richard O'Connor
- december 1944-mei 1945 luitenant-generaal Evelyn Barker